# ياسو أوغاتا
ياسو أوغاتا (بالكانا:おがた　やすお) هو سياسي ياباني، ولد في 29 أكتوبر 1947 في اليابان. حزبياً، نشط في الحزب الشيوعي الياباني.